# Joan Taylor
Joan Taylor (Geneva (Illinois), 18 de agosto de 1929-Santa Mónica (California), 4 de marzo de 2012) fue una actriz de cine y televisión estadounidense.

## Biografía
Rose Marie Emma era hija de Joseph Emma, un emigrante siciliano que se convirtió en dueño de en cine en la década de los 20. Después del nacimiento de su hija, se convirtió en el gerente del cine Deerpath en Lake Forest, Illinois, donde Joan fue criada. Su madre, Amelia Berky, era austríaca y era una célebre cantante de voldevíl de los años 20.
La carrera de Taylor comenzó en el Pasadena Playhouse. Allí conoció con Leonard Freeman, posteriormente creador de la serie Hawaii Five-O, cuando ambos trabajaban en la producción Here Comes Mr. Jordan. A mediados de los 50, fue elegida por la Paramount Pictures como miembro del "Círculo dorado" del estudio, descrito como un "grupo formado por una docena de actores jóvenes inusualmente talentosos para quienes Paramount tenía grandes esperanzas". Su primer film fue Fighting Man of the Plains, junto a Randolph Scott. Su productor aseguró sus piernas por 100.000 dólares cuando tenía 19 años.
Su carrera televisiva consistió en apariciones como invitada en programas populares, en solo uno o dos episodios. Sin embargo, tuvo un exitoso papel recurrente en dieciocho episodios de The Rifleman, junto Chuck Connors from 1960-1962.
Taylor se casó con Freeman en 1953. La pareja tuvo tres hijas. Después de que su contrato con The Rifleman se rescindiera, se retiró para cuidar de sus hijos.
Cuando Freeman murió en enero de 1974, Taylor comenzó a dirigir Leonard Freeman Productions y la franquicia de Hawaii Five-O bajo el nombre de Rose Freeman. Iba a las convenciones de Hawaii Five-O para hablar con los aficionados de la serie.
Cuando sus hijos se hicieron mayores, escribió la comedia Sólo los tontos se enamoran (Fools Rush In ) protagonizada por Matthew Perry y Salma Hayek. Se volvió a casar con el productor Walter Grauman en 1976 pero se divorciaron en 1980.

## Filmografía

### Televisión
- Mike Hammer como Diane Baxter / (2 episodios, 1958)
- Zane Grey Theater como Rose Bailey (1 episodio, 1958)
- Yancy Derringer como Lavinia Lake (1 episodio, 1958)
- Peter Gunn como Liz Taylor (1 episodio, 1958)
- Wagon Train como Bright Star (1 episodio "A Man Called Horse", 1958)
- Gunsmoke como Anna Wheat (1 episodio, 1959)
- 21 Beacon Street como Ruth (2 episodios, 1959)
- Men into Space como Carol Gordon (1 episodio, 1959)
- The Texan como Rita Maynor (1 episodio, 1959)
- The Millionaire como Mary Ann Wilson (1 episodio, 1959)
- Colt .45 como Dr. Ellen McGraw (1 episodio, 1959)
- Lock Up como Lauren Bodret (1 episodio, 1960)
- The Detectives Starring Robert Taylor como Myrna Fontaine (1 episodio, 1961)
- Rawhide como Paibada (1 episodio, 1961)
- My Three Sons como Muriel Stewart (1 episodio, 1961)
- Bronco como Lorain (1 episodio, 1962)
- The Dick Powell Show (1 episodio, 1962)
- The Rifleman como Milly Scott (18 episodios, 1960–1962)
- 77 Sunset Strip como Beth Collins (1 episodio, 1963)

### Cine
- Fighting Man of the Plains (1949) como Evelyn Slocum
- On Dangerous Ground (1952) como Hazel (uncredited)
- The Savage (1952) como Luta
- Off Limits (1953) como Helen
- War Paint (1953) como Wanima
- Rose Marie (1954) como Wanda
- Apache Woman (1955) como Anne LeBeau
- Fort Yuma (1955) como Francesca
- Earth vs. the Flying Saucers (1956) como Carol Marvin
- Girls in Prison (1956) como Anne Carson
- War Drums (1957) como Riva
- 20 Million Miles to Earth (1957) como Marisa Leonardo
- Omar Khayyam (1957) como Yaffa